# 79086 Gorgasali
79086 Gorgasali eller 1977 RD är en asteroid i huvudbältet som upptäcktes den 4 september 1977 av den danske astronomen Richard West vid La Silla-observatoriet. Den är uppkallad efter Vachtang I av Iberien.
Asteroiden har en diameter på ungefär 3 kilometer och den tillhör asteroidgruppen Pallas.